# Yoshihisa Taïra
Pour les articles homonymes, voir Yoshihisa.
 (mai 2025).
Si vous disposez d'ouvrages ou d'articles de référence ou si vous connaissez des sites web de qualité traitant du thème abordé ici, merci de compléter l'article en donnant les références utiles à sa vérifiabilité et en les liant à la section « Notes et références ».
Yoshihisa Taïra (平 義久), né le 3 juin 1937 à Tokyo et mort le 13 mars 2005 à Paris, est un compositeur japonais naturalisé français.
Il arrive en France en 1966, et étudie au Conservatoire de Paris avec André Jolivet, Henri Dutilleux et Olivier Messiaen pour professeurs. Il enseigna la composition musicale au futur compositeur suédois d'origine iranienne Mansoor Hosseini.

## Œuvres principales

### Œuvres orchestrales
- Hiérophonie III
- Stratus pour flûte, harpe et ensemble à cordes
- Chromophonie
- Sonomorphie III
- Méditations
- Trans-apparence
- Erosion I pour flûte et orchestre
- Moksa, vimoksa
- Tourbillon pour six percussionnistes et orchestre
- Polyèdre
- Hiérophonie V pour percussions (1975)

### Musique de chambre
- Hiérophonie I pour 4 violoncelles
- Hiérophonie II pour 15 instrumentistes
- Fusion pour deux flûtistes et trois percussionnistes
- Stratus pour harpe et flûte
- Dioptase pour trio à cordes
- Radiance pour piano solo et 13 instrumentistes
- Eveil pour hautbois et harpe
- Interférences I pour deux violoncelles
- Clea pour 12 cordes
- Dimorphie pour 2 percussionnistes
- Fu-mon pour 4 flûtes
- Ressac pour 13 instrumentistes
- Pénombres I pour 2 guitares et 12 cordes
- Pénombres II pour contrebasse et piano
- Synchronie pour deux flûtes ou flûte et shakuhachi
- Pénombres III pour harpe et petit ensemble
- Pénombres IV pour flûte, clarinette, violon, violoncelle et piano
- Pénombres V pour alto et piano (1996)
- Pénombres VI pour saxophone alto et piano
- Flautissimo pour 32 flûtes
- Aïalos pour flûte en sol et harpe
- Synergie pour deux contrebasses
- Diffraction pour 4 percussionnistes

### Œuvres pour solistes
- Sonate pour violon seul
- Sonate pour alto seul
- Sonomorphie I  pour piano
- Sublimation pour harpe
- Hiérophonie IV pour 4 flûtes un executant
- Maya pour flûte basse en ut ou flûte en sol
- Convergence I pour marimba seul
- Convergence II pour contrebasse seule
- Convergence III pour violon seul
- Cadenza I pour flûte seule
- Monodrame I pour multi-percussions
- Monodrame II pour basson seul
- Monodrame III pour guitare seule
- Monodrame IV pour vibraphone

Ses œuvres ont en partie été éditées aux Éditions Musicales Transatlantiques.